# Roger Guéry
Roger Guéry, né le 14 novembre 1926 à Provins et mort le 23 mai 1997 à Paris 10e, est un archéologue français.

## Biographie
D'abord militaire, il entame une carrière comme archéologue à partir de 1964 en Algérie. Il travaille avec Jean Lassus et succède à Louis Leschi à la direction des antiquités d'Algérie. Il soutient sa thèse sur une nécropole de Sétif en 1985.
Membre du Centre national de la recherche scientifique dès 1966, il effectue des fouilles derrière la bourse de Marseille, sur un secteur dont des éléments sont préservés dans le Jardin des Vestiges. Il effectue également des fouilles à Arles, où il dégage des vestiges du cirque et d'enclos funéraires.
Il effectue des fouilles en Algérie (avec Hans-Georg Pflaum), en Tunisie, en particulier sur les sites de Rougga — où il fouille le trésor de monnaies byzantines du VIIe siècle avec Hédi Slim et dont la publication date de 1982 — et Kélibia, mais aussi en Libye, avec René Rebuffat à Bu Njem et André Laronde à Apollonie de Cyrène.
Il est spécialiste en particulier de céramique sigillée africaine et de numismatique.